# Virginia City (Montana)
Pour les articles homonymes, voir Virginia City.
La ville de Virginia City est le siège du comté de Madison, dans l’État du Montana, aux États-Unis. Sa population s’élevait à 190 habitants lors du recensement de 2010, estimée à 198 habitants en 2016. Le territoire du Montana a été organisé à partir du territoire existant de l’Idaho par une loi du Congrès et signé par le président Abraham Lincoln le 26 mai 1864. 
Calamity Jane y a résidé quelque temps.

## Histoire
Virginia City était devenue une ville en plein essor dans les années 1862-63 lorsque des milliers de prospecteurs et de chercheurs d'or s'installèrent dans la région. En 1864, la population du site est estimée à 5 000 résidents. Á la fin des années 1870, l'épuisement des filons entraîne une décroissance rapide de la population. Virginia Citty fut la capitale du territoire du 7 février 1865 jusqu’au 19 avril 1875.